# Hydropsyche ambonensis
Hydropsyche ambonensis är en nattsländeart som beskrevs av Wolfram Mey 1998. Hydropsyche ambonensis ingår i släktet Hydropsyche och familjen ryssjenattsländor. Inga underarter finns listade i Catalogue of Life.